# Elimaea pentaspina
Elimaea pentaspina är en insektsart som beskrevs av Sigfrid Ingrisch 1998. Elimaea pentaspina ingår i släktet Elimaea och familjen vårtbitare. Inga underarter finns listade i Catalogue of Life.